# Domenico Pecchio
Domenico Pecchio (Casaleone, 20 maggio 1687 – Verona, 14 aprile 1760) è stato un pittore italiano.

## Biografia
Fu allievo di Antonio Balestra. La sua fama è legata soprattutto alla produzione di dipinti raffiguranti paesaggi. 
Molti dei suoi dipinti sono conservati presso il Museo civico di Castelvecchio a Verona. Tra i suoi lavori più importanti possiamo annoverare gli affreschi presenti a Palazzo Carli a Verona realizzati insieme a Giambettino Cignaroli e Marco Marcola.

## Opere principali
- Paesaggio campestre con contadini, cani ed un uomo a cavallo, olio su tela, cm. 60 x 48